# 아네르스 포그 라스무센
아네르스 포그 라스무센(덴마크어: Anders Fogh Rasmussen, 1953년 1월 26일~)은 덴마크의 정치인이다. 우파 계열로 2001년 11월 27일부터 2009년 4월 5일까지 제48대 덴마크의 총리를 역임했으며, 2009년 8월 1일부터 2014년 10월 1일까지 제12대 북대서양 조약 기구(NATO) 사무총장을 역임했다.
젊은 시절부터 정당에 가입하여 활동하였다. 오르후스 대학교를 졸업한 후, 1978년 국회의원으로 선출되었다. 국회와 정부에서 활동하면서 경력을 쌓았고, 우파 계열의 정권 아래에서 1987년 국세청장으로 임명되었고, 1990년 개편된 경제국세부 장관을 지냈다. 그러나 1992년 부정확한 자료를 제출한 것이 문제가 되어 사임하였다.
1998년 좌파당 당수가 되었고, 2001년 보수 야당인 자유당을 이끌고 총선에서 승리하였고, 중도우파 연립내각을 구성하여 총리가 되었다. 총리가 된 후 적극적인 감세, 작은 정부 구현, 노동 시장의 유연화 등의 정책을 내걸었으며, 국민의 반대에도 이라크 전쟁에 참가하고 미국과의 관계를 중시하였다. 그러나 2005년 총선에서 다시 승리하여 자신의 입지를 굳혔다. 덴마크의 이라크 전쟁 참전, 이슬람권 국가에 대한 껄끄러운 관계로 인하여 덴마크는 테러 위협에 시달리는 등 안팎으로 위기에 처하자 그는 2007년 조기 총선을 실시하여 위기에서 벗어나고자 했으며, 조기 총선에서 다시 승리하였다.
2006년 11월 대한민국을 방문하여 노무현 대통령과 정상회담을 가졌다. 2009년 4월, 북대서양 조약기구(NATO) 사무총장으로 지명되어 이에 따라 자유당 당수직과 총리직은 4월 5일 라르스 뢰케 라스무센 재무장관에게 물려주었다. 윌란스 포스텐 무함마드 만평 논란 등으로 인한 덴마크와 이슬람권 국가 간의 껄끄러운 관계로 인해 터키가 그의 사무총장 지명을 반대하였으나, 버락 오바마 미국 대통령의 중재로 지명안은 통과되었다.

## 저서
- The Will to Lead: America's Indispensable Role in the Global Fight for Freedom, Harper Collins, 2016. 9. 27.

## 같이 보기
- 덴마크의 정치